# Ceratiosicyos
Ceratiosicyos é um género botânico pertencente à família Achariaceae, composto por duas únicas espécies.

## Espécies
- Ceratiosicyos ecklonii
- Ceratiosicyos laevis